# Sidi Boubker

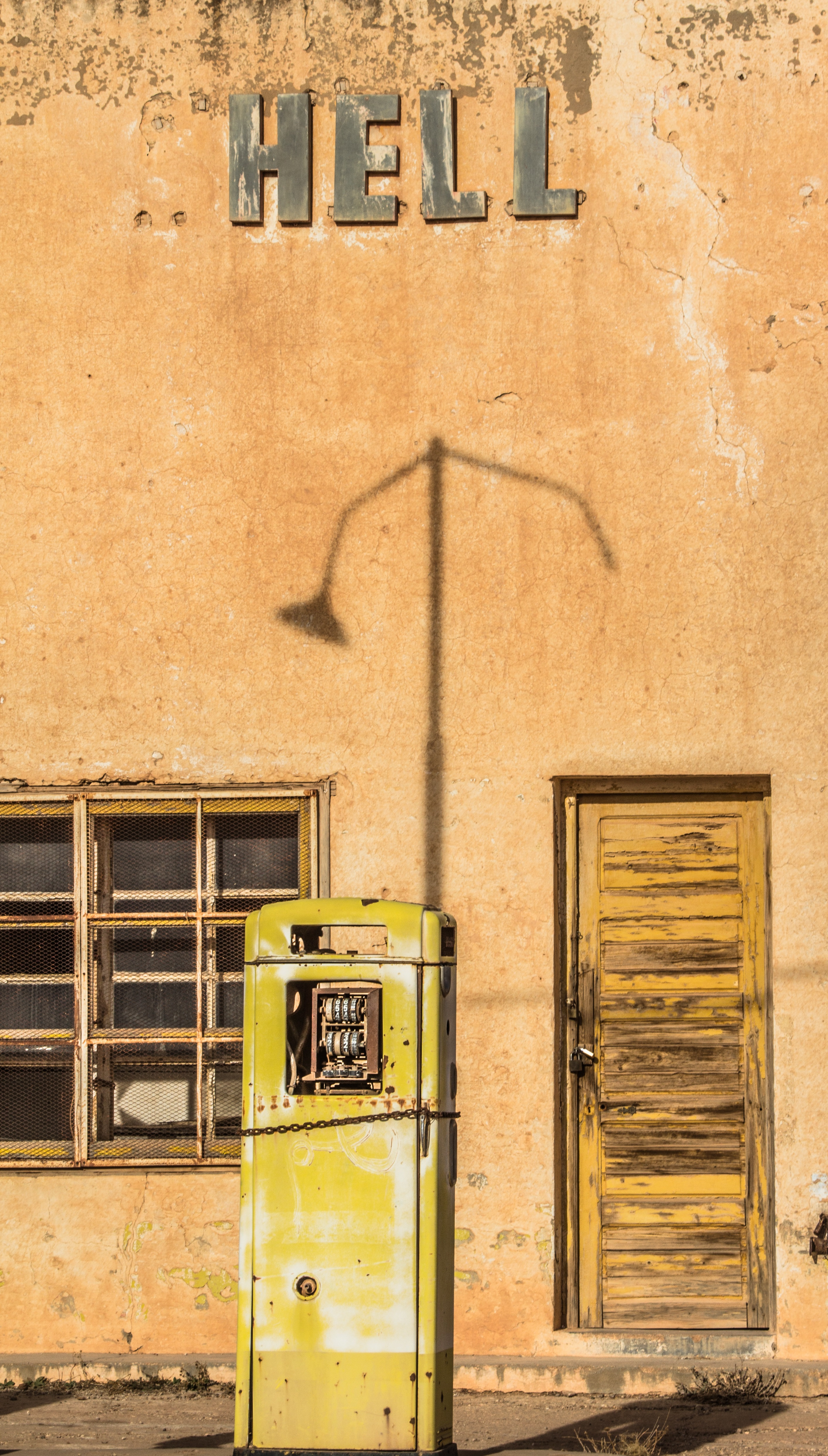
Ancienne pompe à essence.

Sidi Boubker (en arabe : سيدي بوبكر) est une commune du Maroc. Elle est située dans la région de l'Oriental.

## Histoire
L’accord diplomatique de Rabat du 28 mai 1956, qui stipule que ni la France ni le Maroc ne mèneront de politique contraire aux intérêts de l'autre partie au traité, devient rapidement inapliquable en ce qui concerne la guerre d'Algérie, l'État comme la population marocaines se sentant solidaires de leurs voisins en guerre pour l'indépendance. L'arrestation de Ben Bella provoque ainsi le massacre de Meknès (53 Européens tués du 23 au 28 octobre 1956). Proche de la frontière algérienne, la région est bien entendu au cœur des évènements et des bases militaires du FLN sont implantées dans toute la province de l'Oriental, dont une à Sidi Boubker.

### Sources
- (fr) forum zellidja boubeker
- (en) Sidi Boubker sur le site de Falling Rain Genomics, Inc.